# Schistidium yaulense
Schistidium yaulense är en bladmossart som beskrevs av Ryszard Ochyra och Jesús Muñoz 2000. Schistidium yaulense ingår i släktet blommossor, och familjen Grimmiaceae. Inga underarter finns listade i Catalogue of Life.